# Loyset Piéton
Loyset [Louis, Louys, Aloysis] Piéton est un compositeur dont l'origine est inconnue, actif en France et peut-être en Italie à partir des années 1530. Il est mort à la fin de 1536 ou au début de 1537, probablement à Dijon.

## Biographie
On croyait tout d'abord (Fétis, 1866) qu'il était né à Bernay en Normandie, mais cette hypothèse est erronée.
Quatre documents d'archives citent Piéton à Dijon entre 1533 et 1536, comme maître des enfants de la Sainte-Chapelle. Il travaillait avec Philippe Gaveaul, prêtre et maître de grammaire des enfants. Sa date d'arrivée à la Sainte-Chapelle et sa carrière antérieure ne sont pas connus.
- en 1533, il est dit maître des enfants de chœur et doit donner 10 livres tournois (lt) pour la réception de son habit et la réception de la chapellenie de l'autel Saint-Michel, somme dont le chapitre le quitte pour des raisons non précisées.
- en 1535, il reçoit un loyer de 10 lt Claude Marc, marchant de Dijon, ville, pour une maison sise à Dijon près des Cordeliers, et soumise au cens d'une chappellenie détenue par lui.
- en 1536, il est cité dans le marché de nettoyage de sa maison de maître des enfants. Il est également cité à propos de réparations faites en sa maison.
- en 1537, Philippe Gaveaul reçoit une chapellenie libérée par la mort de Loyset Piéton. Ce dernier avait laissé des dettes à l'église.

## Œuvres

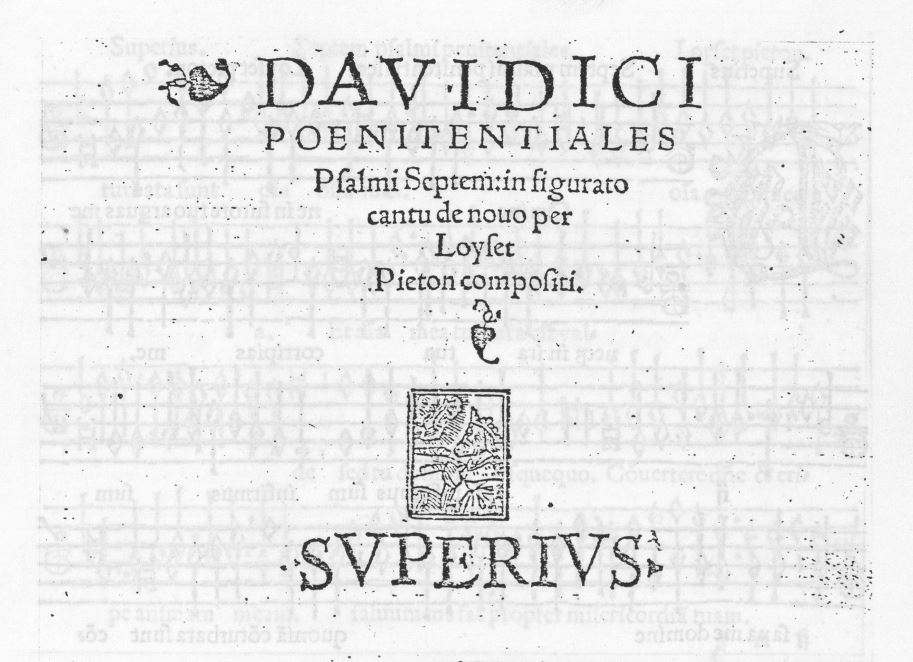
Page de titre des Davidici poenitentiales psalmi (Lyon : Jacques Moderne, c. 1530). Castell-Arquato, Archivio capitolare.

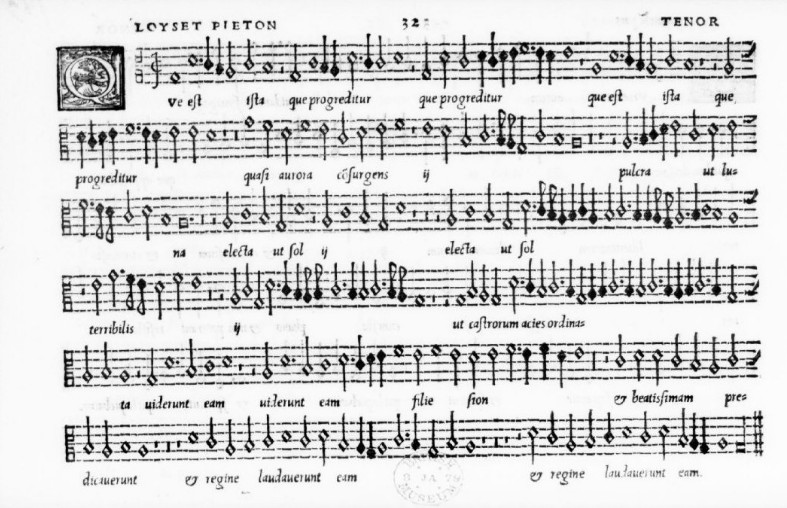
Le motet Que est ista de Piéton dans les Motetti del Frutto (Venise : Antonio Gardano, 1549).

Les œuvres de Piéton sont presque exclusivement sacrées ; elles sont dispersées dans une trentaine de recueils publiés entre 1530 environ et 1574.
Son emploi à Dijon explique que ses œuvres paraissent d'abord à Lyon et accessoirement à Paris : ses psaumes pénitentiaux chez Jacques Moderne vers 1530-1532, puis six autres motets entre 1532 et 1539 dans trois volumes des Motetti del Fiore du même imprimeur, tandis qu’un autre motet sort des presses de Pierre Attaingnant en 1534. À partir de 1539, ses œuvres paraissant essentiellement à Venise chez Antonio Gardano et chez Girolamo Scotto, et dans des manuscrits romains ou florentins. Ses dernières œuvres originales paraissent dans les années 1550 et 1560, à moins bien sûr que son nom ait été usurpé.
Sa renommée de Piéton a été suffisamment grande pour que ses œuvres paraissent également à Nuremberg, Wittenberg, Augsbourg, Louvain ou Anvers. De même, le fait qu’une demi-douzaine d'œuvres aient été transcrites pour vihuela ou pour luth est le signe patent d’une certaine célébrité. Bernstein souligne que les œuvres qui accompagnent sa seule chanson connue (parue chez Tielman Susato en 1543), de même que le traitement polyphonique de cette chanson et de quelques motets, révèleraient une origine franco-flamande.

### Messes
- Missa In te Domine speravi, 5 v., dans le manuscrit Roma Bibl. Vaticana : C.S.19.
- Missa Quam pulchra es, perdue, signalée dans la bibliothèque de Fernand Colomb, qui l'a achetée à Lyon en 1535 (cf. Guillo 1991 n° 14).

### Psaumes pénitentiaux
Davidici Poenitentiales Psalmi septem, 4 v. (Lyon : Jacques Moderne, c. 1530-1532). RISM P 2344 (erronément attribué à Pierre Attaingnant à Paris), Guillo 1991 n° 15. Voir aussi Guillo 1984.
Outre les sept psaumes pénitentiaux (Ps. 6, 31, 37, 50, 101, 129 et 142) ce recueil se termine avec l’antienne Ne reminiscaris Domine delicta nostra. Œuvre étudiée dans la thèse de R. Clark. Ces psaumes et cette antienne se rapportent à la liturgie du Mercredi des Cendres.

### Motets et magnificats
- Dix-huit motets de 4 à 6 voix sont répartis dans des recueils publiés entre 1532 et 1569[2] ou dans les manuscrits Firenze BN : Magl.XIX.125 bis et Roma Bibl. Vaticana : S1 40. L'un d'entre eux (Benedicta es celorum regina) est mis en tablature de luth par Valentin Bakfark. Un autre (O beata infantia) a paru chez Pierre Attaingnant en 1534 (Liber tertius... motetos, cf. Heartz n° 49).
- Un Magnificat à 4 voix paraît à Wittenberg en 1544 chez Georg Rhau,
- Trois autres motets ne sont connus que par leur mise en tablature pour la vihuela par Enríquez de Valderrábano (1547) ou pour le luth par Guillaume Morlaye (1558).

### Chanson
- Par faulte d’une je suis seulle, à 4 voix (RISM 154316).

## Partition en ligne
- Motet Vive Deo (1559) sur CPDL.org